# Serhij Nikolskyj
Serhij Volodymyrovytj Nikolskyj (ukrainska: Сергій Володимирович Нікольський, ryska: Сергей Владимирович Никольский: Sergej Vladimirovitj Nikolskij), född den 	4 februari 1950 i Kiev, är en ukrainsk före detta kanotist som tävlade för Sovjetunionen.
Han tog bland annat VM-guld i K-4 10000 meter i samband med sprintvärldsmästerskapen i kanotsport 1977 i Sofia.